# Phryxe nemorum
Phryxe nemorum là một loài ruồi trong họ Tachinidae.